# Calanna
Calanna (Kalanè in greco-calabro) è un comune italiano di 746 abitanti della città metropolitana di Reggio Calabria in Calabria.
Il comune fa parte della Comunità montana Versante dello Stretto e si trova a 511 m s.l.m.

## Geografia fisica
Calanna, dal greco Kale-amuna (bel riparo), si distingue per la particolare suggestione legata alla natura del terreno. Infatti, il territorio è caratterizzato dalla presenza di pietre arenarie, chiamate “tafoni“, plasmate per millenni dagli agenti atmosferici, un calcare conchiglifero corroso dall’azione eolica. Al sole il giallo della roccia assume un colore che ricorda quelle delle dune del deserto, mentre le scanalature dell’arenaria sembrano tanti merletti, in contrasto con il verde rigogliosa della macchia mediterranea presente tutta intorno. Queste rocce fanno da cornice ad un panorama che si apre sull’azzurro dello Stretto di Messina, con le due coste, calabrese e siciliana, che si sfiorano sullo sfondo. 
È ancora oggi possibile ammirare, incastonati nelle pareti sabbiose, i numerosissimi resti fossili, in particolare della famiglia “Pectinidae”. Tra Ottocento e Novecento, la popolazione calannese utilizzò alcune di queste formazioni arenariche per ricavarne ricoveri per animali, ma anche rifugi nel corso delle grandi guerre: infatti sui fianchi della collina, dove è presente il castello medievale, è facile notare alcune aperture comunicanti tra loro.

## Storia
Anticamente Calanna costituiva uno dei casali di Reggio e, in età medioevale, uno dei suoi sistemi difensivi collinari.

### Simboli
Lo stemma e il gonfalone sono stati concessi con decreto del presidente della Repubblica del 6 marzo 1950.
Il gonfalone è un drappo partito di bianco e di rosso.

## Monumenti e luoghi d'interesse
- Castello di Calanna

## Società

### Evoluzione demografica
Abitanti censiti

## Economia
L'economia del borgo è basata principalmente sull'agricoltura, con apprezzabile produzione di frutta e vino.

## Infrastrutture e trasporti
Calanna è collegata con la strada provinciale 7.

## Amministrazione
| Periodo          | Periodo          | Primo cittadino                                             | Partito                         | Carica                    | Note                 |
| ---------------- | ---------------- | ----------------------------------------------------------- | ------------------------------- | ------------------------- | -------------------- |
| 4 agosto 1988    | 19 ottobre 1989  | Antonio Sinicropi                                           | Indipendente                    | Sindaco                   | [ 5 ]                |
| 19 ottobre 1989  | 19 giugno 1993   | Vincenzo D'Agostino                                         | Indipendente                    | Sindaco                   | [ 6 ]                |
| 19 giugno 1993   | 9 maggio 1994    | Vincenzo D'Agostino                                         | Indipendente                    | Sindaco                   | [ 7 ] [ 6 ]          |
| 9 maggio 1994    | 21 novembre 1994 | Francesca Iannò                                             |                                 | Commissario straordinario | [ 8 ]                |
| 29 novembre 1994 | 30 novembre 1998 | Vincenzo D'Agostino                                         | Indipendente                    | Sindaco                   | [ 9 ]                |
| 30 novembre 1998 | 27 maggio 2003   | Bruno Fortugno                                              | Lista civica di centro-sinistra | Sindaco                   | [ 10 ]               |
| 26 maggio 2003   | 23 luglio 2004   | Bruno Fortugno                                              | Lista civica di centro          | Sindaco                   | [ 11 ] [ 12 ]        |
| 26 luglio 2004   | 1 novembre 2004  | Salvatore Fortuna                                           |                                 | Commissario prefettizio   | [ 13 ]               |
| 2 novembre 2004  | 29 maggio 2007   | Giovanna Stefania Cagliostro Maria Rosa Luzza Agata Polizzi |                                 | Commissari straordinari   | [ 14 ] [ 15 ] [ 16 ] |
| 29 maggio 2007   | 8 maggio 2012    | Luigi Catalano                                              | Lista civica                    | Sindaco                   | [ 17 ]               |
| 8 maggio 2012    | 12 giugno 2017   | Domenico Romeo                                              | Lista civica                    | Sindaco                   | [ 19 ]               |
| 12 giugno 2017   | 13 giugno 2022   | Domenico Romeo                                              | Lista civica                    | Sindaco                   | [ 20 ]               |
| 13 giugno 2022   | in carica        | Domenico Romeo                                              | Lista civica                    | Sindaco                   | [ 21 ]               |